# San Borja (gemeente)
San Borja is een gemeente (municipio) in de Boliviaanse provincie José Ballivián in het departement Beni. De gemeente telt naar schatting 44.058 inwoners (2018). De hoofdplaats is San Borja.